# Polemiker
En polemiker er en (gerne negativ) betegnelse på en person, der deltager i polemik (heftig diskussion) i pressen; gerne i en litterær eller videnskabelig pennefejde.
Polemikeren står ofte stejlt på sit synspunkt og synes at være lidet modtagelig for modstanderens synspunkter. Ordet polemike techne er græsk og betyder krigskunst.